# Historic Columbia River Highway State Trail
Der Historic Columbia River Highway State Trail ist ein State Park im US-Bundesstaat Oregon. Er enthält mehrere Teilabschnitte des Historic Columbia River Highways, der auf der Oregon-Seite der Columbia River Gorge verläuft. Die nicht miteinander verbundenen Abschnitte des Highway State Trail sind für den motorisierten Verkehr gesperrt und nur für Fußgänger, Radfahrer und andere nicht-motorisierte Verkehrsteilnehmer freigegeben. Der Autoverkehr läuft über die moderne Interstate 84. Derzeit umfasst der 105 ha große State Trail 16 km des ehemaligen Highways.

## Anlage

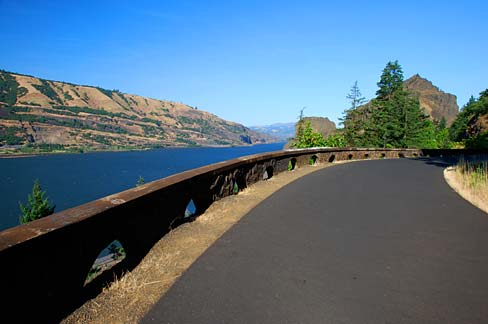
Der State Trail östlich von Hood River

Ein Abschnitt bildet das 8 km lange Twin Tunnels Segment zwischen Hood River und Mosier, das durch zwei unterschiedliche Klimazonen verläuft. Es ist von beiden Seiten mit Parkmöglichkeiten und Infotafeln erschlossen, am westlichen Ende befindet sich ein Besucherzentrum. Die Benutzung ist gebührenpflichtig. Der östliche Abschnitt bei Mosier führt durch semi-arides Gebiet mit Ponderosa-Kiefern, bis der Highway in die Tunnel führt. Auf der anderen Tunnelseite führt der Highway durch einen Tannenwald. Mehrere Aussichtspunkte bieten ein Panorama über die Columbia River Gorge.
Das andere, über 8 km lange zugängliche asphaltierte Teilstück läuft parallel zur Interstate 84 zwischen Cascade Locks und dem Bonneville Dam. Dieses Teilstück führt durch eine ganz andere Umwelt, da es zweimal so viel Niederschlag erhält wie das Twin Tunnels Gebiet. Farne, moosbewachsene Felsen und zahlreiche Wildblumen flankieren den fast 4 km langen Abschnitt zwischen Cascade Locks und der Eagle Creek Fish Hatchery. Der Weg führt dann 1,5 km zum westlichen Tooth Rock Trailhead und bietet Ausblicke auf den Bonneville Staudamm. Anschließend geht der Weg weiter bis zur Moffet Creek Bridge.

## Geschichte
Die Strecken des Historic Columbia River Highway State Trail waren Abschnitte des von 1913 bis 1922 gebauten Historic Columbia River Highways. Durch den Ausbau einer schnelleren Verbindung bis 1960 wurden die Abschnitte geschlossen und aufgegeben. 1987 wurde die Restaurierung des alten Highways beschlossen. Die wegen Steinschlag gesperrten Twin Tunnel bei Mosier wurden freigeräumt. Bei den Arbeiten wurden einige Überraschungen entdeckt, wie Graffiti aus dem Jahr 1921, das entstanden war, als einige Autofahrer über mehrere Tage von Schneewehen eingeschneit waren.